# Stomorina
Koordinati:   42°46′43″N, 16°57′52″E
Stomorina je majhen nenaseljen otoček v Jadranskem morju. Pripada Hrvaški.
Stomorina leži severozahodno od otočka Češvinica in zahodno od Lastava, od katerega je oddaljena okoli 2,2 km. Njena površina meri 0,295 km². Dolžina obalnega pasu je 3,17 km. Najvišji vrh na otočku je visok 57 mnm